# جانی جافا
جانی جافا (آلبانیایی: Gani Xhafa؛ زادهٔ ۲۲ اوت ۱۹۴۶) بازیکن فوتبال اهل آلبانی بود.
وی همچنین در تیم ملی فوتبال آلبانی بازی کرده‌است.